# Deux-Montagnes

Deux-Montagnes é uma cidade do Canadá, da província de Quebec. Sua área é de 6,16  km quadrados, e sua população é de 17,080 habitatantes (do censo nacional de 2001).